# Leszek Lorent
Leszek Aleksander Lorent (ur. 8 listopada 1984 w Żaganiu) – polski perkusista, profesor doktor habilitowany sztuki muzycznej, wykładowca uniwersytecki. Specjalizuje się w wykonywaniu kompozycji multiperkusyjnych oraz dzieł teatru instrumentalnego.

## Życiorys
W 2008 roku ukończył z wyróżnieniem studia na kierunku perkusja na Uniwersytecie Muzycznym Fryderyka Chopina. Jako stypendysta programu Socrates-Erasmus kształcił się również w Conservatoire Nationale Superieur Musique et Danse de Lyon w mistrzowskiej klasie prof. Jeana Geoffroya. Swoje umiejętności z zakresu interpretacji muzyki współczesnej doskonalił podczas kursów odbywających się w Tallinie w latach 2006–2009. Jest laureatem krajowych i międzynarodowych konkursów muzyki współczesnej. W 2015 roku za swoje dokonania naukowe został uhonorowany Nagrodą Rektora Uniwersytetu Muzycznego Fryderyka Chopina. W 2016 roku otrzymał Stypendium Ministra Kultury i Dziedzictwa Narodowego Młoda Polska za osiągnięcia artystyczne. Jako specjalista z dziedziny multiperkusji bierze udział w wielu konferencjach i sesjach badawczych w kraju i za granicą, niejednokrotnie będąc ich kierownikiem naukowym i pomysłodawcą. Jest członkiem jury konkursów muzyki współczesnej. W 2018 roku Leszek Lorent został powołany w skład Zespołu doradczego do oceny wniosków o przyznanie stypendium ministra właściwego do spraw szkolnictwa wyższego i nauki dla studentów i wybitnych młodych naukowców.

## Praca zawodowa
W kręgu naukowych dociekań Loreta leżą związki muzyki perkusyjnej z pierwotnymi formami szeroko pojętego sacrum, rytuały szamanów południowoamerykańskich, wykorzystujących perkusję oraz rośliny halucynogenne do osiągania stanów transowych, muzyka stochastyczna Iannisa Xenakisa, zagadnienia polskiej muzyki sonorystycznej. Lorent pracuje na stanowisku profesora w Uniwersytecie Muzycznym Fryderyka Chopina. Jest kierownikiem uniwersyteckiego Studium Muzyki Nowej oraz Pracowni Antropologii kultury Muzycznej.

### Repertuar koncertowy
Jako solista występował z Orkiestrą Narodowego Forum Muzyki, Polską Orkiestrą Radiową, Sinfonią Iuventus, Orchestre Perpignan Méditerranée, Orkiestrą Filharmonii Świętokrzyskiej, Orkiestrą Teatru Wielkiego w Warszawie, Orkiestrą Open Mind, Orkiestrą Uniwersytetu Muzycznego Fryderyka Chopina. Artysta regularnie bierze udział w festiwalach: Festiwal Tradycji i Awangardy Muzycznej Kody, Warszawska Jesień, Warszawskie Spotkania Muzyczne, Festiwal Aujourd’hui Musiques w Perpignan, Flaneries musicales w Remis, Festiwal Novelum w Tuluzie, Musica Polonica Nova, Świętokrzyskie Dni Muzyki. Leszek Lorent jest stypendystą Ministra Kultury i Dziedzictwa Narodowego, Banku Societe Generale, Prezesa Rady Ministrów, Funduszu Popierania Twórczości ZAiKS. Współpracuje z kompozytorami, których dzieła są przez niego niejednokrotnie prawykonywane i jemu dedykowane. Do tego grona należą tacy twórcy jak Marcin Błażewicz, Ignacy Zalewski, Dariusz Przybylski, Miłosz Bembinow, Tomasz Opałka. Repertuar koncertowy Leszka Lorenta obejmuje kompozycje multiperkusyjne oraz dzieła teatru instrumentalnego. Ważne miejsce w jego działalności artystycznej zajmują koncerty na multiperkusję z towarzyszeniem orkiestry symfonicznej. Do dzieł tego rodzaju należą: Kali-Yuga Marcina Błażewicza, Symfonia Koncertująca Ignacego Zalewskiego, Vitality Tomasza Opałki, Musica della notte Dariusza Przybylskiego.

### Nagrody, stypendia
- I miejsce w 2003 roku na Ogólnopolskim Konkursie Perkusyjnym we Wrocławiu[2],
- I miejsce w 2008 roku na Międzynarodowym Konkursie AES w Amsterdamie za nagranie kompozycji Stanisława Moryto Per Uno Solo[4],
- II miejsce w 2010 roku na Międzynarodowym Konkursie Współczesnej Muzyki Kameralnej w Krakowie, razem z Maciejem Nerkowskim (Scontrii Duo)[4],
- 2003 – Stypendium Prezesa Rady Ministrów oraz stypendium Ministra Kultury i Dziedzictwa Narodowego za osiągnięcia w dziedzinie muzyki[10],
- 2009 – Stypendium Banku Société Générale[10],
- 2013 – Stypendium Funduszu Popierania Twórczości ZAiKS[11],
- 2015 – Nagroda Rektora Uniwersytetu Muzycznego Fryderyka Chopina za osiągnięcia naukowe[6],
- 2016 – Stypendium Ministra Kultury i Dziedzictwa Narodowego Młoda Polska[12].
- 2016 – Stypendium dla wybitnych młodych naukowców Ministerstwa Nauki i Szkolnictwa Wyższego[13]
- 2017 – Nagroda Rektora Uniwersytetu Muzycznego Fryderyka Chopina za osiągnięcia naukowe i artystyczne[14]
- 2024 – Nagroda Rektora Uniwersytetu Muzycznego Fryderyka Chopina za osiągnięcia naukowe i artystyczne[15]

### Albumy
Dorobek fonograficzny Lorenta obejmuje kilkanaście płyt CD zawierających współczesną muzykę kameralną oraz trzy solowe płyty artysty:
- Eidos, na której zarejestrowane zostały dzieła Dariusza Przybylskiego, Miłosza Bembinowa, Ignacego Zalewskiego i Iannisa Xenakisa (realizacja: Michał Szostakowski; wyd. For Tune, 2013)[16]
- Kundalini. Lorent plays Błażewicz (realizacja: Andrzej Brzoska, wyd. Requiem Records, 2015)[17]
- Tonisteon (realizacja: Michał Szostakowski, wyd. Requiem Records, 2016)[18]

### Publikacje
Dorobek naukowy Lorenta obejmuje kilkadziesiąt pozycji, w tym artykuły naukowe, rozdziały w monografiach, monografie autorskie:
- Kulturowy status twórcy – genialność czy szaleństwo. Rzecz o transgresji; [w]: Zagadnienia Naukoznawstwa (PAN, 2011)
- W cieniu Beliala i Menory. Metafizyczne inspiracje Dariusza Przybylskiego; [w]: Pismo warszawskich uczelni artystycznych „Aspiracje” (Warszawa, 2011)
- Scenariusz wykonawczy kompozycji muzyczno – somatycznej? Corporel Vinko Globokara; [w]: Polsko-Angielski Kwartalnik Internetowy „Heksis” (2011)
- Emitte lucem et veritatem tuam – perkusyjne sacrum przełomu wieków; [w]: Pismo warszawskich uczelni artystycznych „Aspiracje” (Warszawa, 2012)
- Najciemniejsza ciemność Marcina Błażewicza – gnostyckie misterium wyzwolenia; [w]: Pismo warszawskich uczelni artystycznych „Aspiracje” (Warszawa, 2012)
- Na granicy światów. Perkusja w rytuałach szamańskich; [w]: Pismo warszawskich uczelni artystycznych „Aspiracje” (Warszawa, 2013)
- Kotły jakich nie znamy; [w]: Pismo warszawskich uczelni artystycznych „Aspiracje” (Warszawa, 2013)
- Czy zdołasz nadać sobie własne zło i dobro i zawiesić wolę swoją nad sobą jak zakon? Efekt Lucyfera w relacji człowiek i Bóg, Stwórca i twórca; [w]: Efekt Lucyfera w perspektywie naukowej (redakcja: A. Drabarek, Z. Król; Warszawa, 2013)
- Szkice perkusyjne. Zagadnienia filozoficzno-wykonawcze dźwiękowych traktatów perkusyjnych wybranych twórców (wyd. Cultura Animi, Warszawa, 2014, ISBN 978-83-938901-0-1) - monografia autorska
- Sztuka, religia, praca socjalna, czyli o różnych odsłonach uniwersum i jego wpływie na jednostkowy rozwój człowieka; [w]: Religijne uwarunkowania pracy socjalnej (redakcja: M. Patalon; wyd. Adam Marszałek, Toruń, 2014)
- Ineffabilis. Perkusyjne dzieła Marcina Błażewicza (wyd. Cultura Animi, Warszawa, 2015, ISBN 978-83-938901-2-5) - monografia autorska
- Et tua res agitur… – I ciebie rzecz dotyczy. Marcina Błażewicza studium ludzkiej wolności [w:] Rocznik Teologii Katolickiej, t. XVII/3, Białystok 2017. Zakres stron: 119-128.
- Percussion considerations of the Passion of the Lord, [w:] Rocznik Teologii Katolickiej, t. XVI/3, Białystok 2017. Zakres stron: 191-211
- Sacrum i profanum w chóralno-perkusyjnej muzyce XXI wieku, współautor - Joanna Maluga, Wydawnictwo Akademii Muzycznej w Bydgoszczy, Bydgoszcz 2017
- Muzyka perkusyjna jako klucz do astralnych światów społeczeństw animistycznych, [w:] Socjologia Muzyki w Polsce. Pęknięcia i kontynuacje, wyd. Warszawskie Wydawnictwo Socjologiczne, Warszawa 2018. Zakres stron: 35-47.
- Zyklus. Między ideą a realizacją, [w:] Architektura muzyki XX wieku – Karlheinz Stockhausen, Iannis Xenakis, wyd. Chopin Univerity Press Warszawa 2018. Zakres stron: 70-81.
- Brzmienie symboli: refleksje nad polską muzyką perkusyjno-akordeonową XX i XXI wieku, współautor: Klaudiusz Baran, wyd. Chopin Univerity Press, Warszawa 2018 - monografia autorska
- Stanisław Moryto – Carmina Crucis. Perkusyjne medytacje Męki Pańskiej, [w:] Filozofia muzyki. Doświadczenie, poznanie, znaczenie, wyd. 1, Chopin Univerity Press, Warszawa 2022. Zakres stron: 197-216.